# Toepolev Tu-334

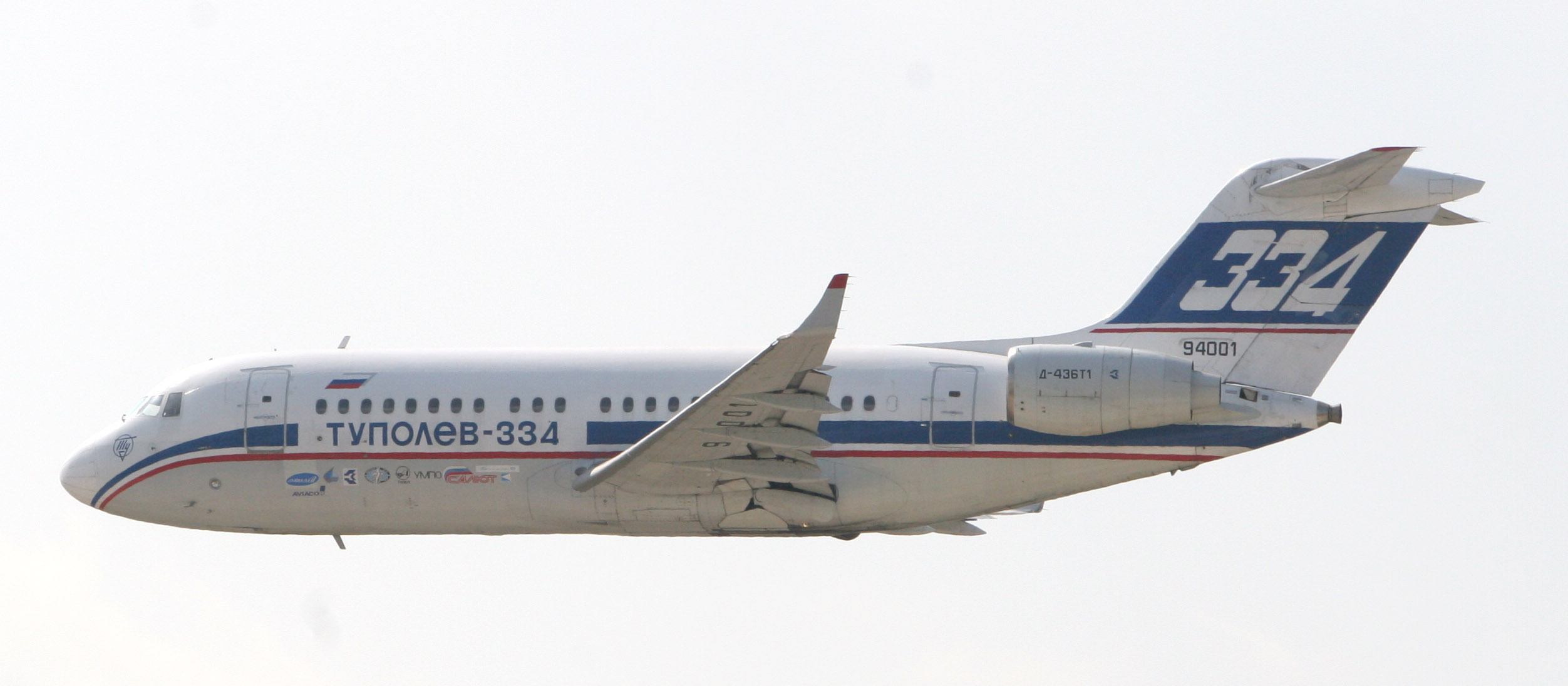
De Toepolev 334.

De Toepolev Tu-334 (Russisch: Туполев Tу-334) was een Russisch vliegtuig in ontwikkeling dat de Tu 134 moest vervangen. De romp was gebaseerd op die van de Toepolev Tu-204, maar het vliegtuig had een T-vormige staart en de motoren waren gemonteerd op de achterzijkanten van het toestel.
Met de rationalisatie van de Russische vliegtuigindustrie in 2009 en het ontstaan van Verenigde Vliegtuigbouwcorporatie werd besloten niet door te gaan met de ontwikkeling van de Tu-334.

## Specificaties (Tu-334-100)
- Bemanning: twee piloten
- Capaciteit: 102 passagiers
- Lengte: 31,26 m
- Vleugelbreedte: 29,77 m
- Hoogte: 9,38 m
- Vleugeloppervlak: 83 m²
- Leeggewicht: 30.050 kg
- Maximum opstijggewicht: 47.900 kg
- Krachtbron: 2 x Progress D436 T1, 73,6 kN elk

Bommenwerpers: TB-1 · TB-3 · Tu-2 · Tu-4 · Tu-14 · Tu-16 · Tu-20 · Tu-22 · Tu-22M · Tu-26 · Tu-95 · Tu-126 · Tu-160

Gevechtsvliegtuigen: R-6 · Tu-28 · Tu-128  —  Verkenningsvliegtuigen: Tu-95 · Tu-142

Verkeersvliegtuigen: Tu-104 · Tu-114 · Tu-124 · Tu-134 · Tu-144 · Tu-154 · Tu-204 · Tu-214 · Tu-244 · Tu-334 · Tu-444

Overig/Experimenteel: ANT-1 · ANT-2 · ANT-4 · ANT-7 · ANT-16 · ANT-20 · ANT-58 · ANT-103 · Tu-70 · Tu-72 · Tu-75 · Tu-80 · Tu-85 · Tu-91 · Tu-96 · Tu-98 · Tu-102 · Tu-105 · Tu-107 · Tu-110 · Tu-116 · Tu-119 · Tu-125 · Tu-155 · Tu-156 · Tu-206 · Tu-216